# Bud Poile
Norman Robert „Bud“ Poile (* 10. Februar 1924 in Fort William, Ontario; † 4. Januar 2005 in Vancouver, British Columbia) war ein kanadischer Eishockeyspieler, -trainer und -funktionär. Als Spieler war er unter anderem zwischen 1942 und 1950 in der National Hockey League (NHL) für die Toronto Maple Leafs, Chicago Black Hawks, Detroit Red Wings, New York Rangers und die Boston Bruins als rechter Flügelstürmer aktiv. Mit den Maple Leafs gewann er 1947 den Stanley Cup. Mit Ablauf seiner Spielerkarriere trainierte er bis 1966 die Western-Hockey-League-Mannschaften Edmonton Flyers und San Francisco Seals, dabei gewann er vier Mal als WHL-Meister den Lester Patrick Cup. Zwischen 1967 und 1989 war er als Funktionär für verschiedene Eishockeyfranchises und -ligen tätig. 1990 wurde er für sein Engagement rund um den Eishockeysport mit der Aufnahme in die Hockey Hall of Fame geehrt.

## Karriere als Spieler

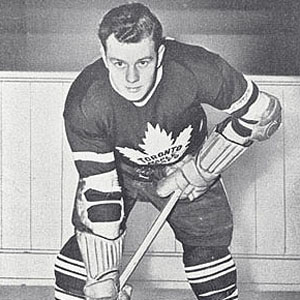
Bud Poile im Trikot der Toronto Maple Leafs.

In seiner Jugendzeit spielte Bud Poile von 1940 bis 1942 für die Fort William Rangers in der Thunder Bay Junior Hockey League (TBJHL), einer Juniorenliga der kanadischen Provinz Ontario. Er galt als torgefährlicher Spieler, der zudem einen genauen Schuss besaß. Nach einer zufriedenstellenden Rookie-Saison, in der er einen Punkteschnitt von mehr als zwei pro Spiel erreichte, war er in der TBJHL-Saison 1941/42 mit 65 Scorerpunkten aus 18 Partien erfolgreichster Spieler der Nachwuchsliga.
Im November 1942 unterschrieb Poile einen Profi-Vertrag bei den Toronto Maple Leafs aus der National Hockey League (NHL). Er erspielte sich sogleich einen Stammplatz und beendete seine erste NHL-Saison mit 35 Scorerpunkten in 48 absolvierten Partien. In den Play-offs der NHL-Saison 1942/43 spielte er zusammen mit Gaye Stewart und Gus Bodnar in einer Angriffsreihe und war Torontos erfolgreichster Scorer. Die darauf folgende Saison begann Poile mit 14 Punkten aus 11 Spielen, bevor er von der Canadian Army zum Dienst in den Zweiten Weltkrieg eingezogen wurde. In dieser Zeit absolvierte der Außenstürmer noch ein paar Spiele für das Eishockeyteam der Royal Canadian Air Force. Zum Ende des Kriegs war Poile in Deutschland stationiert.
Nach dem Krieg kehrte er zu den Toronto Maple Leafs zurück. Die Maple Leafs gewannen in der Saison 1946/47 den Stanley Cup, nachdem die Mannschaft im Finale die Montréal Canadiens in der Best-of-Seven-Serie mit 4:2-Spielen bezwang. Anschließend nahm Poile am 1. National Hockey League All-Star-Game teil. Nach vier Saisonpartien für Toronto zu Beginn der NHL-Saison 1947/48 wurde er zusammen mit vier weiteren Spielern zu den Chicago Black Hawks transferiert. Die Toronto Maple Leafs erhielten im Gegenzug Superstar Max Bentley sowie Cy Thomas. Wenig später traf Poile als Mitglied der NHL All-Stars im 2. NHL All-Star-Game auf seine ehemaligen Teamkollegen. In Chicago schloss Poile zunächst an seine guten offensiven Leistungen an und erzielte in 54 Spielen für die Black Hawks 52 Scorerpunkte; ligaweit beendete er die Spielzeit 1947/48 als sechstbester Scorer der NHL.
Bud Poile wurde zu Beginn der Saison 1948/49 zu den Detroit Red Wings transferiert, bei denen er bis Saisonende beschäftigt war. Im Stanley-Cup-Finale traf er mit den Red Wings auf die Toronto Maple Leafs und wurde dort mit seiner neuen Mannschaft von seinem ehemaligen Verein mit 0:4-Spielen (Sweep) besiegt. Die darauf folgende Spielzeit begann er bei den New York Rangers, bevor er am 22. Dezember 1949 an die Boston Bruins abgegeben wurde. Mit Ablauf der Saison 1949/50 beendete Bud Poile im Alter von 26 Jahren seine NHL-Karriere, in der er, mit Ausnahme der Montréal Canadiens, für jede der Original-Six-Mannschaften spielte.
Am 3. Oktober 1950 wurde er von den Tulsa Oilers aus der United States Hockey League (USHL) verpflichtet, für die er ein Jahr als Spielertrainer aktiv war. Nach einem Engagement für ein unterklassiges Team aus Glace Bay ging er ab 1952 für die Edmonton Flyers aus der Western Hockey League (WHL) aufs Eis. Kurz nach Beginn der WHL-Saison 1954/55 beendete Poile seine Spielerkarriere endgültig und fokussierte sich fortan ausschließlich auf den Trainerberuf.

## Karriere als Trainer und Funktionär
Bud Poile sammelte in der Saison 1950/51 erste Erfahrungen als Trainer, als er als Spielertrainer der Tulsa Oilers tätig war. Mit Beginn seines Engagements bei der Western-Hockey-League-Mannschaft Edmonton Flyers übernahm er sogleich auch das Traineramt bei diesem Verein. Nach zwei vollen Spielzeiten als Spielertrainer der Flyers beendete Poile nach vier Partien der Saison 1954/55 seine Karriere als aktiver Spieler; war aber weiterhin als Trainer der Flyers beschäftigt. In dieser Zeit gewann er 1953 als WHL-Meister den President’s Cup, im selben Jahr wurde er zudem von The Hockey News als WHL Executive of the Year ausgezeichnet.
Nach zwei weiteren Pokalerfolgen 1955 und 1962 verließ Bud Poile nach seiner dritten Meisterschaft in neun Spielzeiten die Edmonton Flyers und trainierte ab der Saison 1962/63 den Ligakonkurrenten San Francisco Seals. Gleich in seinem ersten Jahr bei den Seals gewann er seinen insgesamt vierten WHL-Meistertitel, für die San Francisco Seals war es der erste Lester-Patrick-Cup-Gewinn überhaupt. Nachdem Poile während der Spielzeit von den Seals entlassen worden war, verpflichtete ihn das Team für die Saison 1964/65 erneut. Seine zweite Beschäftigung bei den Seals war nur von kurzer Dauer und Poile wurde während der Spielzeit 1965/66 ein weiteres Mal entlassen.
Das Teilnehmerfeld der National Hockey League (NHL) erweiterte sich vor Beginn der NHL-Saison 1967/68 um sechs Mannschaften auf insgesamt 12 Teams. Im Zuge dessen wurde Bud Poile vom neu gegründeten Franchise der Philadelphia Flyers als General Manager unter Vertrag genommen. In dieser Position verpflichtete Poile unter anderem den Mittelstürmer Bobby Clarke sowie den Torwart Bernie Parent. Beide Spieler hatten maßgeblichen Anteil am Stanley-Cup-Gewinn der Flyers 1970, entwickelten sich zu jahrelangen Leistungsträgern Philadelphias und wurden nach Beendigung ihrer Karriere in die Hockey Hall of Fame aufgenommen. Bei Philadelphias Stanley-Cup-Erfolg 1970 war Poile jedoch nicht mehr im Amt des General Managers, da er im Dezember 1969 entlassen und durch Keith Allen ersetzt wurde.
Von 1970 bis 1973 war Bud Poile erster General Manager des neu in die National Hockey League aufgenommenen Franchise der Vancouver Canucks.
Anschließend wechselte er von der NHL zur Konkurrenzliga World Hockey Association (WHA) und war dort bis 1976 drei Jahre als Vizepräsident der Liga tätig. Danach arbeitete Poile als Commissioner (leitendes Kommissionsmitglied) der unterklassigen Central Hockey League. Ab 1983 übernahm er die Leitung der International Hockey League (IHL), die er bis zu seinem Ruhestand 1989 als Commissioner anführte und als wichtige Minor League etablierte – zum Zeitpunkt seines Rücktritts waren sieben der zehn IHL-Teams Farmteams von NHL-Mannschaften.
Nach einer fast fünfzig Jahre dauernden Karriere im professionellen Eishockey wurde Bud Poile 1990 für seine Verdienste um den Eishockeysport in die Hockey Hall of Fame aufgenommen; bereits ein Jahr zuvor erhielt er ob seines Engagements die Lester Patrick Trophy, die für besondere Verdienste rund um den Eishockeysport in den Vereinigten Staaten und der NHL verliehen wird.
Bud Poile litt in seinen späten Lebensjahren an der Parkinson-Krankheit. Zudem hatte er im März 2004 einen Schlaganfall, der nahezu sein gesamtes Gedächtnis schädigte und seine kognitive Leistungsfähigkeit eliminierte. Er starb am 4. Januar 2005 in Vancouver im Alter von 80 Jahren.

## Erfolge und Auszeichnungen
| - 1947 Stanley-Cup-Gewinn mit den Toronto Maple Leafs - 1947 Teilnahme am NHL All-Star-Game - 1948 NHL Second All-Star-Team - 1948 Teilnahme am NHL All-Star-Game - 1952 MMHL First All-Star-Team - 1953 President’s-Cup-Gewinn mit den Edmonton Flyers (als Spielertrainer) | - 1953 WHL Executive of the Year - 1955 President’s-Cup-Gewinn mit den Edmonton Flyers (als Trainer) - 1962 Lester-Patrick-Cup-Gewinn mit den Edmonton Flyers (als Trainer) - 1963 Lester-Patrick-Cup-Gewinn mit den San Francisco Seals (als Trainer) - 1989 Lester Patrick Trophy - 1990 Aufnahme in die Hockey Hall of Fame |

## Sonstiges
Bud Poile war mit seiner Frau Margaret fast 60 Jahre verheiratet. Nach einem Sturz im Dezember 2002 brach sie sich die Hüfte; bei der anschließenden Operation gab es Komplikationen und sie fiel in einen komatösen Zustand. Sie starb im Januar 2003, nachdem die lebenserhaltenden Maschinen abgeschaltet worden waren. Bud und Margaret hatten zusammen zwei Kinder: Tochter Margo wurde mit einem Herzfehler geboren; bei der folgenden Operation erlitt sie einen leichten Hirnschaden. Sie starb im November 2003 im Alter von 52 Jahren an Herzversagen. Sohn David Poile ist als Eishockeyfunktionär tätig, unter anderem arbeitete er für die National-Hockey-League-Teams Washington Capitals und Nashville Predators als General Manager. 2001 wurde auch David Poile mit der Lester Patrick Trophy geehrt. Buds Bruder Donald spielte von 1953 bis 1962 bei den Edmonton Flyers, zudem absolvierte er 66 NHL-Partien für die Detroit Red Wings.
Bud Poile war Mitglied des Hockey Hall of Fame Auswahlkomitees. Jack Adams bezeichnete Poile als den sympathischsten Spieler der Liga, der von Teamkollegen und Kontrahenten gleichermaßen gemocht und respektiert wurde. Zudem war er ein exzellenter Botschafter des Eishockeysports, dem es gelang, mit seiner Persönlichkeit das Beste aus seinen Spielern herauszuholen sowie lokale Zuschauer als Fans seiner Mannschaft zu gewinnen.
Die Norman R. „Bud“ Poile Trophy der American Hockey League (AHL) ist nach Bud Poile benannt und wird jährlich an das punktbeste Team der AHL-Western-Conference vergeben. Auch die International Hockey League (IHL) hatte bis zu ihrer Auflösung 2001 eine nach Bud Poile benannte Trophäe; die Norman R. „Bud“ Poile Trophy wurde dort an den wertvollsten Spieler der Play-offs vergeben.

## Karrierestatistik

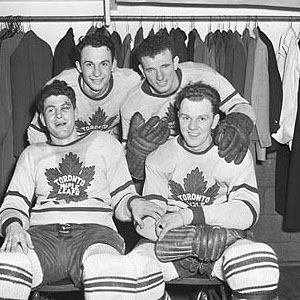
Bud Poile (unten rechts) mit Vic Lynn, Gus Mortson und Ted Kennedy im Umkleideraum der Toronto Maple Leafs (1946–47).

### Als Spieler
(Legende zur Spielerstatistik: Sp oder GP = absolvierte Spiele; T oder G = erzielte Tore; V oder A = erzielte Assists; Pkt oder Pts = erzielte Scorerpunkte; SM oder PIM = erhaltene Strafminuten; +/− = Plus/Minus-Bilanz; PP = erzielte Überzahltore; SH = erzielte Unterzahltore; GW = erzielte Siegtore; 1 Play-downs/Relegation; Kursiv: Statistik nicht vollständig)

### Als Trainer
Legende zur Trainerstatistik: GC = Spiele, W = Gewonnen, L = Verloren, T = Unentschieden